# Port lotniczy Adana
Port lotniczy Adana – międzynarodowy port lotniczy położony 3 km na zachód od Adany. Jest jednym z największych portów lotniczych w tym regionie Turcji.

## Linie lotnicze i połączenia
| Linia Lotnicza    | Kierunek |
| ----------------- | --- |
| Aerofłot          | 1. Moskwa-Szeremietiewo |
| AnadoluJet        | 1. Ankara 2. Bejrut 3. / Ercan 4. Stambuł-Sabiha Gökçen Sezonowo: 1. Irbil                                                                                                |
| Corendon Airlines | Sezonowo: 1. Kolonia/Bonn 2. Düsseldorf 3. Hanower 4. Norymberga |
| Eurowings         | Sezonowo: 1. Düsseldorf 2. Hamburg 3. Stuttgart |
| Freebird Airlines | Sezonowe czartery: 1. Teheran-Imam Khomeini |
| Pegasus Airlines  | 1. Antalya 2. Düsseldorf 3. / Ercan 4. Stambuł-Sabiha Gökçen 5. Izmir 6. Trabzon 7. Wan Sezonowo: 1. Bodrum 2. Kolonia/Bonn 3. Dalaman 4. Tebriz 5. Teheran-Imam Khomeini |
| Qatar Airways     | Sezonowo: 1. Doha |
| SunExpress        | 1. Antalya 2. Düsseldorf 3. Frankfurt 4. Izmir Sezonowo: 1. Amsterdam 2. Berlin 3. Bruksela 4. Hanower 5. Londyn-Stansted (od 24 maja 2024) 6. Monachium 7. Stuttgart     |
| Saudia            | Sezonowo: 1. Dżudda |
| Turkish Airlines  | 1. Stambuł Sezonowo: 1. Antalya 2. Berlin 3. Kolonia/Bonn 4. Düsseldorf 5. Frankfurt 6. Hamburg 7. Hanower 8. Dżudda 9. Medyna 10. Stuttgart 11. Teheran-Imam Khomeini    |